# Magnor (Norwegen)

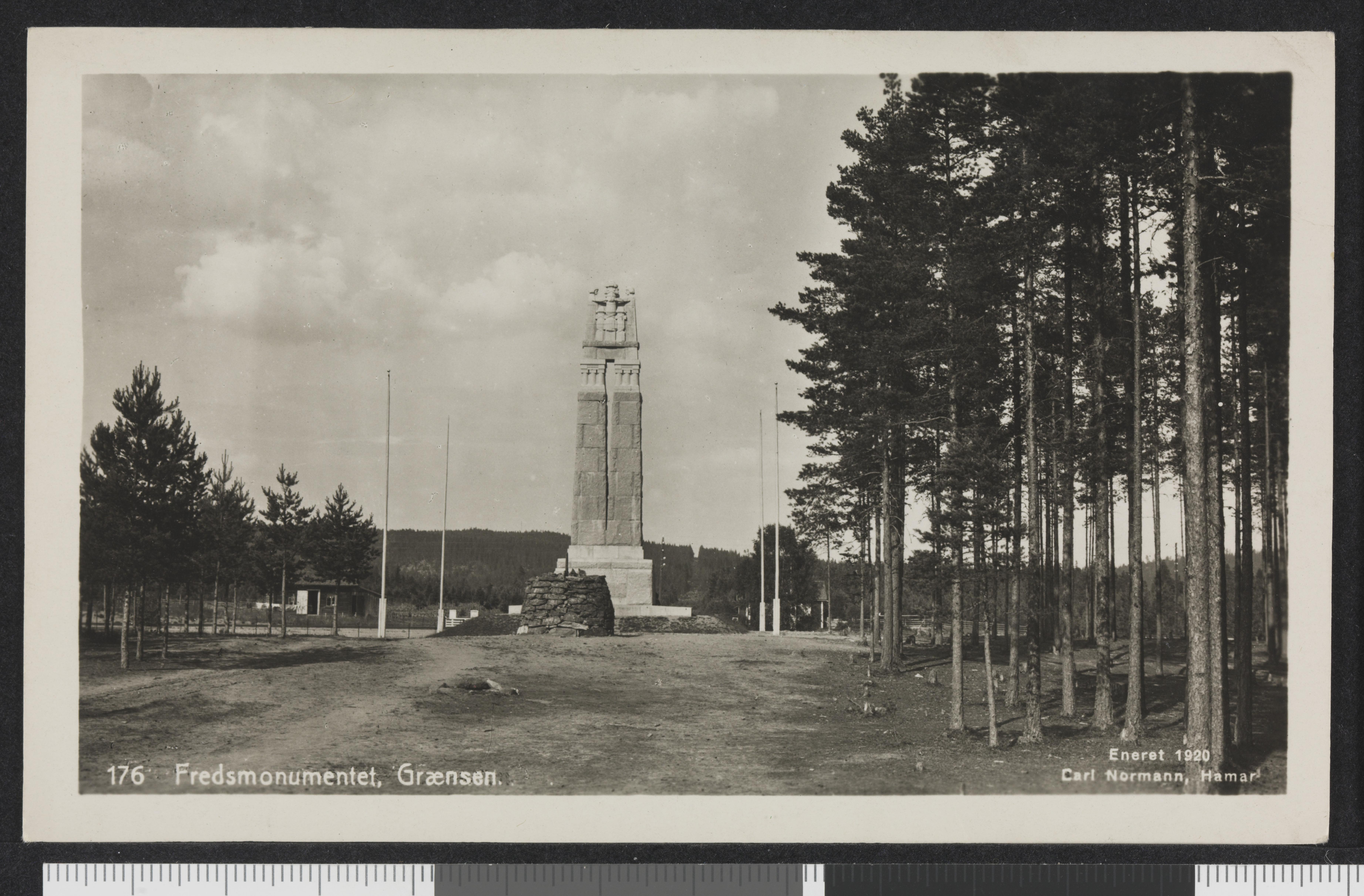
Friedensdenkmal

Magnor ist eine Tettstad in der Gemeinde Eidskog im Fylke Innlandet in Norwegen. Dort leben 940 Einwohner (Stand: 1. Januar 2024).

## Lage und Geschichte
Der Ort liegt drei Kilometer von der Landesgrenze zu Schweden entfernt. 2012 hatte er 960 Einwohner, 2016 waren es 947. Durch den Ort führen die Kongsvingerbane und der Riksvei 2. Seit 1. Januar 1985 ist der Bahnhof Magnor stillgelegt.
An der Grenze zwischen Norwegen und Schweden wurde 1914 auf Initiative der Svenska freds- och skiljedomsföreningen ein Friedensdenkmal errichtet, das von dem schwedischen Architekten Lars Johan Lehming entworfen wurde. Während der Grenzkriege in der Mitte des 17. Jahrhunderts gab es in der Nachbarschaft Befestigungsanlagen wie Magnor skans.

## Industrie
Die Glas- und Holzindustrie sind die traditionellen ansässigen Industriezweige. Es gibt zudem Firmen der mechanischen Industrie (Herstellung von Schlössern). Norsk Hydro fertigt Aluminiumprofile.

## Sonstiges
Der Name des Ortes stammt eventuell von magn („Kraft“ oder „Stärke“) oder von „Magnor“ (sinngemäß „die starken Festungen“), was auf die Lage in der Nähe der Grenze hinweist.